# Stazione di Sintra
La stazione di Sintra (in portoghese Estação de Sintra) è la stazione ferroviaria di Sintra, Portogallo e capolinea della linea omonima.